# Cecilie Uttrup Ludwig
Cecilie Uttrup Ludwig (* 23. August 1995 in Frederiksberg) ist eine dänische Radrennfahrerin.

## Sportliche Laufbahn
Uttrup Ludwig war in ihrer Jugend zunächst Schwimmerin, bevor sie sich für den Radsport entschied. 2012 errang Cecilie Uttrup Ludwig bei den Straßenweltmeisterschaften die Silbermedaille im Einzelzeitfahren der Juniorinnen.
2014 stand sie bei der dänischen Mannschaft Rytger zum ersten Mal bei einem UCI Women’s Team unter Vertrag. 2016 wechselte Uttrup Ludwig zum Team BMS BIRN und gewann die Gesamtwertung und zwei Etappen der Tour de Feminin – O cenu Českého Švýcarska sowie gleichzeitig die Nachwuchswertung, bei der Ladies Tour of Norway entschied sie die Bergwertung für sich. Bei den  Europameisterschaften (U23) errang sie die Silbermedaille im Straßenrennen und wurde im selben Jahr dänische Meisterin im Einzelzeitfahren.
2017 wechselte sie zu Cervélo Bigla und gewann die Gesamtwertung die allererste Austragung des Rennens Setmana Ciclista Valenciana. Bei den dänischen Meisterschaften konnte sie ihren Titel im Einzelzeitfahren verteidigen. Des Weiteren gewann sie beim Giro d’Italia Femminile die Nachwuchswertung und wurde bei den Europameisterschaften in Dänemark hinter ihrer Landsfrau Pernille Mathiesen Zweite im Zeitfahren des U23-Klassements. Bei der Toskana-Rundfahrt wurde Uttrup Ludwig Zweite in der Gesamtwertung und Siegerin der Nachwuchswertung. Bei den Weltmeisterschaften im norwegischen Bergen gewann sie mit ihrer Mannschaft die Bronzemedaille im Mannschaftszeitfahren und beendete das Einzelzeitfahren auf Platz 10. Sie beendete die Saison als Erste in der Nachwuchswertung der UCI Women’s World Tour.
2018 wurde sie zum dritten Mal in Folge dänische Meisterin im Einzelzeitfahren, belegte beim Giro d’Italia Femminile Platz sechs in der Gesamtwertung und wurde wenig später bei La Course by Le Tour de France Vierte. 2019 gewann sie den Grand Prix de Plumelec-Morbihan Dames und 2020 den Giro dell’Emilia Donne. Im Mai 2021 entschied sie eine Etappe der Vuelta a Burgos Feminas für sich. Sie startete im Straßenrennen der Olympischen Sommerspiele in Tokio und wurde Zehnte. 2022 gewann sie eine Etappe der erstmals ausgetragenen Tour de France Femmes sowie die Tour of Scandinavia. Darüber hinaus wurde sie dänische Straßenmeisterin. Bei den Straßenradsport-Weltmeisterschaften 2023 gewann sie die Bronzemedaille im Straßenrennen. 2024 sicherte sie sich gleich zum Saisonauftakt eine Etappe Women’s Tour Down Under.
Nach fünf Jahren bei FDJ-Suez verließ Uttrup Ludwig zur Saison 2025 das Team und wurde Mitglied im deutschen WorldTeam Canyon SRAM zondacrypto.

## Erfolge
2012
- Juniorinnen-Weltmeisterschaft – Einzelzeitfahren

2016
- Gesamtwertung und zwei Etappen Tour de Feminin – O cenu Českého Švýcarska
- Europameisterschaft (U23) – Straßenrennen
- Dänische Meisterin – Einzelzeitfahren

2017
- Setmana Ciclista Valenciana
- Dänische Meisterin – Einzelzeitfahren
- Nachwuchswertung Giro d’Italia Femminile
- Europameisterschaft (U23) – Einzelzeitfahren
- Weltmeisterschaft – Mannschaftszeitfahren

2018
- Dänische Meisterin – Einzelzeitfahren

2019
- Grand Prix de Plumelec-Morbihan Dames
- Nachwuchswertung BeNe Ladies Tour
- Bergwertung Women’s Tour of Scotland

2020
- Giro dell’Emilia Donne
- Bergwertung Giro d’Italia Femminile

2021
- eine Etappe Vuelta a Burgos Feminas

2022
- eine Etappe Tour de France Femmes
- Gesamtwertung und eine Etappe Tour of Scandinavia
- Dänische Meisterin – Straßenrennen

2023
- Weltmeisterschaften – Straßenrennen
- zwei Etappen und Punktewertung  Tour of Scandinavia
- Giro dell’Emilia Donne

2024
- eine Etappe Tour Down Under